# Vollmers

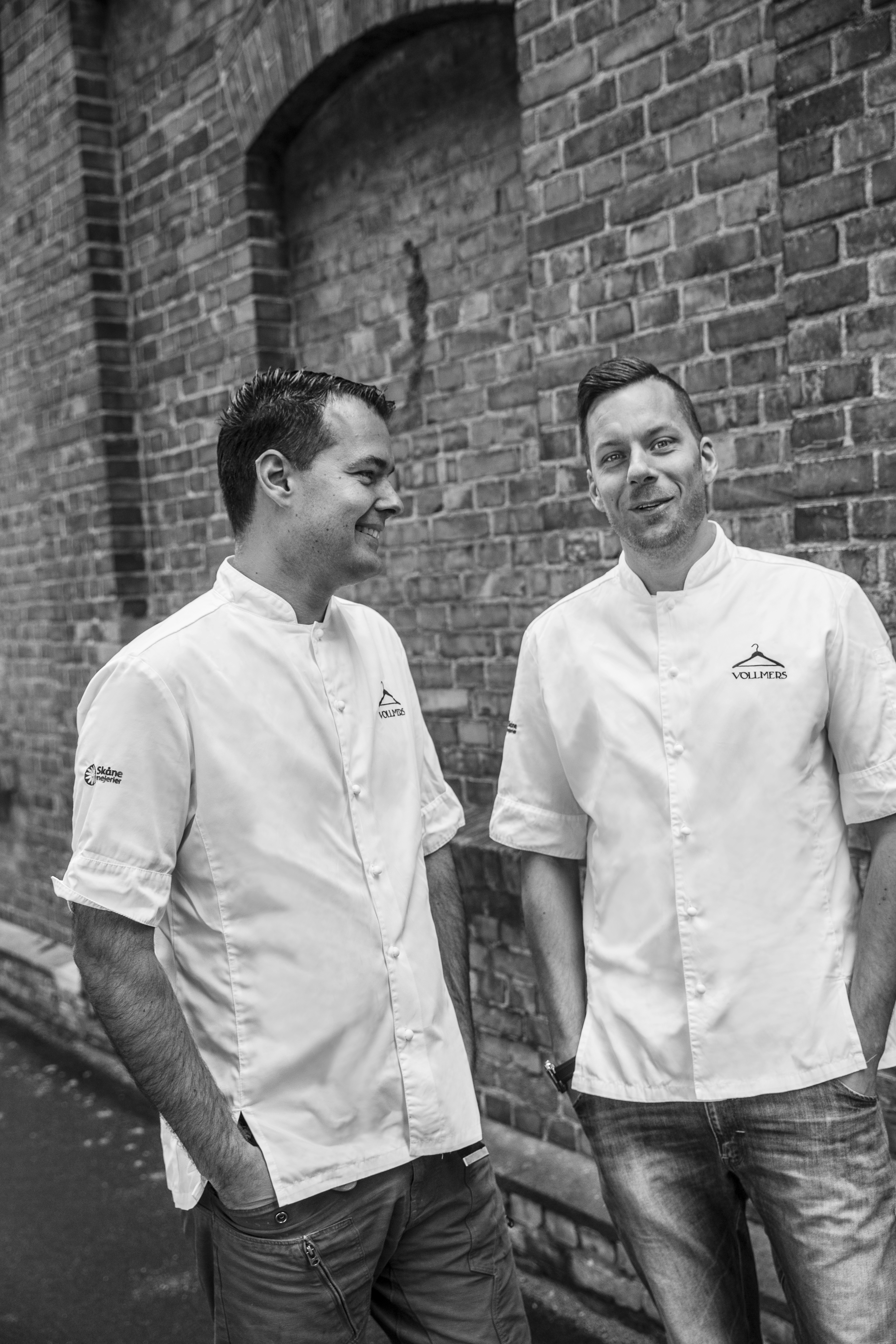
Ebbe och Mats Vollmer

Vollmers är en restaurang på Tegelgårdsgatan 5 i Malmö.
Restaurangen öppnades 2011 av bröderna Ebbe och Mats Vollmer. Målet var redan från början att skapa en av Sveriges fem bästa krogar. Restaurangen har plats för 20 sittande, och menyn består av säsongsbundna avsmakningsmenyer inom det nynordiska köket.
Krogen belönades med en stjärna i den prestigefyllda Guide Michelin 2015, och 2017 utökades antalet till två.